# 義元孝司
義元 孝司（よしもと たかし、1951年5月14日 - ）は、日本の実業家・篤農家・農業コンサルタント。福井六次産業農業協同組合代表理事組合長。日本初の6次産業農協の設立者。公益社団法人日本農業法人協会講師。第一次産業では、福井県でインディカ米・ベトナムでジャポニカ米を栽培し、第二次産業ではフォーを生産し、第三次産業では農家レストランで調理・提供した6次産業による中山間地域活性化に尽力している。

## 人物
1951年5月14日 、福井県越前市〈旧武生市〉出身。福井県立武生高等学校を卒業。滋賀県立短期大学を卒業。京都工芸繊維大学を卒業。学生時代に印刷会社を起業。繊維会社等に勤務。福井県経済農業協同組合連合会に奉職。専業農家に就農〈50歳〉。2009年1月5日、株式会社ペントフォークを設立。株式会社アジチファームを設立。2011年12月27日、株式会社スゴイ上江ファームを設立。2017年7月、国産米を使った米麺の製造・販売〈フォー〉。2019年4月26日、株式会社ぺントフォークが総合化事業計画（福井）に認定される。11月、株式会社南越前総合ファームの役員に就任。
2021年8月21日、日本初の6次産業農協を設立。

## 特許
- 『米麺の製造方法』公開日2018年5月10日〈ID：201803002970776425〉[20]。

## 出演番組
- 『コシヒカリの郷の挑戦』〈2017年5月25日〉福井放送[21]。

## 六次産業・有機農業協同組合一覧
- 六次産業協同組合〈深谷市〉2017年7月設立[22]。
- 北海道有機農業協同組合〈札幌市〉2001年12月9日設立[23]。